# Erich Tylínek
Erich Tylínek (21. října 1908 Saská Kamenice – 15. ledna 1991 Praha) byl československý lední hokejista hrající na postu brankáře, trenér a především fotograf německého původu.

## Život
S hokejem začínal v Kladně v roce 1922, později hrál v Praze za Slávii a za Spartu. Po válce se stal hrajícím trenérem, nejprve švýcarského HC Chur, později pak v HC Vysoké Tatry. Tylínek byl jedním z prvních hokejistů používajících ochrannou masku. Fotografie z roku 1927, na které je s maskou zachycen, je první zdokumentované užití hokejové masky na světě. Svoji hokejovou kariéru ukončil v roce 1953.

## Profese
Fotografoval zejména zvířata, a to jak v přirozeném prostředí, tak chovaná v zajetí. Pracoval na fotografiích pro nakladatelství Orbis a Pressfoto (pohlednice) a na cizojazyčných fotografických publikacích pro nakladatelství Artia. Jeho fotografie vyšly například v knihách S kamerou po evropských ZOO a S kamerou světem. 
Roku 1983 byl oceněn titulem zasloužilý umělec.

### Knihy (výběr)
- 1955 	Tatry, naše Tatry
- 1958 	Zoo
- 1965 The Animal World
- 1971 	S kamerou po evropských zoo
- 1971 	Do Afriky za zvěří
- 1975 	S kamerou světem
- 1990 	Já pes
- 1992 	Zoo útočiště zvířat